# Карантинный остров
Карантинный остров (укр. Карантинний острів) — остров в низовьях Днепра, входит в состав земель Херсонского городского совета. В настоящее время на территории острова расположен микрорайон Корабел.

## История
Почти три столетия назад на острове Кошевом (ныне Карантинный остров), где теперь городские улицы и парки, существовали зимовники запорожских казаков.
Во время основания Херсона и строительства судоверфи на Карантинном острове было решено обустроить таможню, карантинный дом и пакгаузы, вырыть каналы для прохода судов. С тех пор все суда, прибывавшие в город по морскому пути, проходили здесь месячный карантин. Комендантом карантина и таможенного поста в 80-х годах XVIII века был грек, лейтенант кавалерии Георгий Бау.
После русско-турецкой войны 1787—1791 годов, когда границы России отодвинулись на запад, таможня и карантин были перенесены из Херсона в Очаков. Однако жизнь на острове не прекращалась. В 1806 году на Карантинном острове открылась купеческая верфь торгового судостроения, в 1822 году открыто первое предприятие по мытью овечьей шерсти, а в конце XIX века здесь появляются лесопильные заводы и склады.
1908 году на Карантинном острове напротив современного речного порта был открыт яхт-клуб, в помещении которого в 70-х годах XX века был размещен завод спортивного инструментария. Помещение яхт-клуба, построенное в 1913 году, сохранилось до сих пор почти в неизменном состоянии.
С 1912 года А. Э. Вадон начал на острове строительство судостроительной верфи.
К 1905 году жителей острова насчитывалось 182 семьи, а в 1911 году здесь уже существовало Карантинно-островское городское начальное народное училище.

### Шерстомойня на Карантинном острове
Климатические условия херсонских степей были благоприятны для развития овцеводства, а главный продукт овцеводства — шерсть, пользовавшаяся большим спросом за рубежом. Однако гораздо выше ценилась пошлина шерсть[прояснить]. Первую шерстомойню основал в 1828 году предприниматель Деминитру. Затем возник ряд других шерстомоен: Вассала, Аллара и др. Развитию шерстомойного дела Херсон обязан губернатору Карлу Францевичу Сен-При (1816—1820), пригласившему для этого дела из Франции специалиста Петра Муллена. Расположение Херсона на берегу Днепра оказалось особенно благоприятным для мытья шерсти потому, что вода не содержала примесей соли, а Карантинный остров по своему географическому положению был наиболее удобен для строительства шерстемойных заведений.

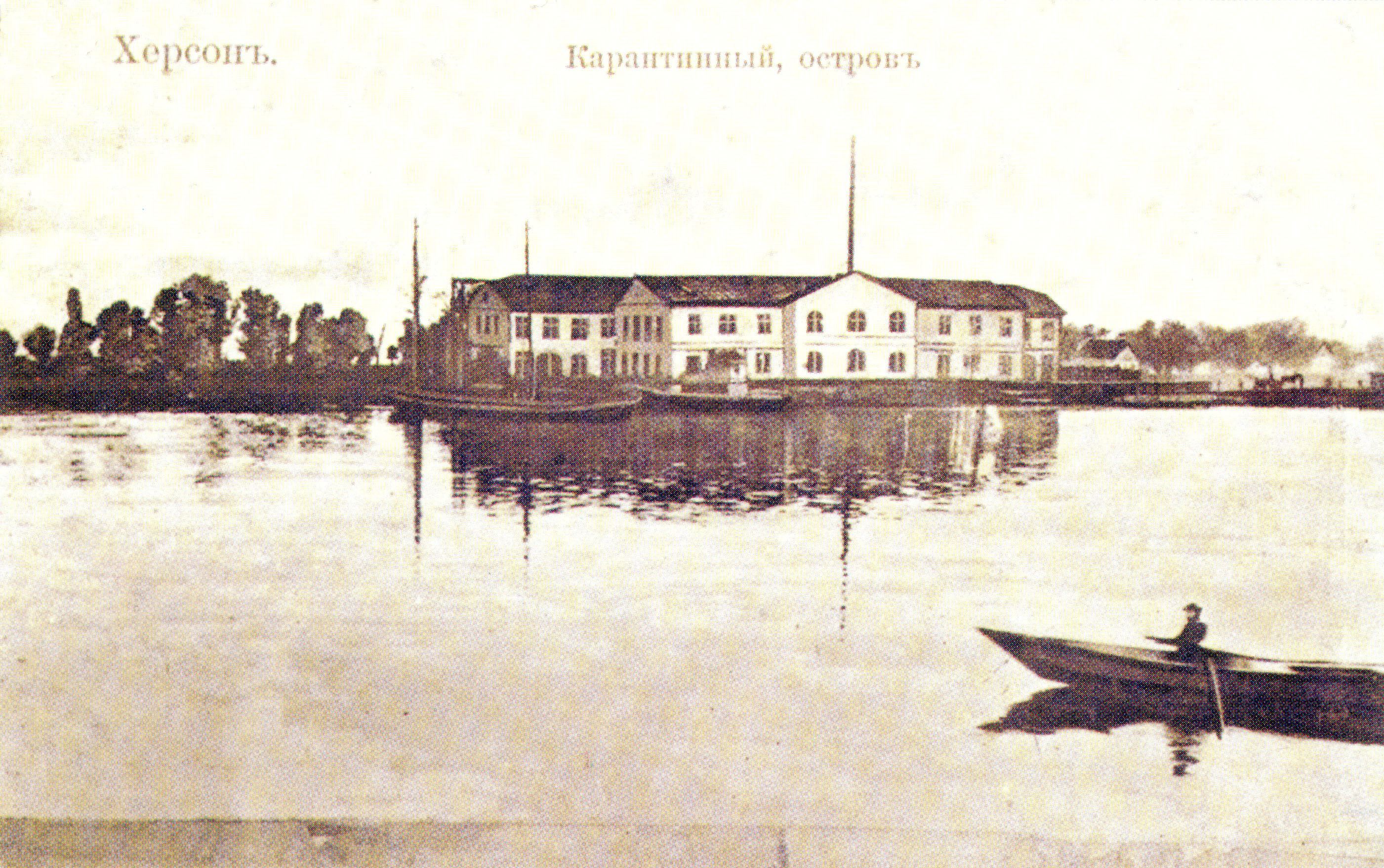
Шерстомойня на Карантинном острове, нач. XX века

Демидов Л. М. в своих воспоминаниях «Путешествие в южную Россию и Крым» писал:
... Когда они уехали, мы сели обедать, а потом осматривали шерстомойное заведение нашего гостеприимного хозяина. Оно устроено на небольшом острове, образуемом рукавами Днепра, и состоит из многих обширных деревянных зданий. В верхнем этаже работают женщины, которые расщипывают шерсть, уже вымытую, и разбирают ее по сортам; в нижнем настроено множество чуланов, из которых в каждом хранится особого рода шерсть. Здесь же находится пресс. Этим прессом уминаются тюки с шерстью… при осмотре промывки, нам представилось зрелище истинно живописное, носившее такой отпечаток местного характера, что нельзя оставить его без описания.

Чаны, в которых производится мытье шерсти, установлены на больших плотах; мытьем занимается двести девушек от 17 до 20 лет, находящихся под надзором нескольких пожилых женщин. Мы приходили тотчас после обеда, когда рабочим дается отдых. В жаркую погоду молодые работницы, по существующему здесь обычаю, употребляют время отдыха для купания; а потому на плотах не было почти никого. Зато вокруг плотов, по реке, было рассеяно множество плававших девушек, которые оставили на берегу решительно всю свою одежду, вероятно, для того, чтобы им не тяжело было плыть. Впрочем, зрелище это никого не удивляло, кроме нас; здесь женщины нисколько не стыдятся купаться вместе с мужчинами, и это не мало не служит в ущерб их нравственности…
Из 18 шерстомоен, существовавших в 50-х годах XIX века в Херсонской губернии, 10 работало в Херсоне. В 1846 году в Херсоне было 9 шерстомоен, производство которых исчислялось 568 тыс. руб., а количество промываемой шерсти доходило до 200 тыс. пудов. В работах участвовало до 3 тыс. человек. В 1856 году на 10 шерстомойнях вымывалось шерсти на 1,124 млн руб, а в 1861 году — на 1,720 млн руб. В начале развития шерстемоечного дела предпринимателям приходилось сталкиваться с нехваткой рабочих рук, не потому, что их не было, а потому, что местному населению этот род работы был необычен. Предпринимателям пришлось завлекать работников такими способами, как общественные празднества перед открытием и закрытием работ за свой счет, чтобы привлечь рабочую силу. Позже празднества были отменены, потому что спрос на рабочих значительно превысил предложение, что повлекло за собой снижение заработной платы. Работы продолжались с середины апреля по сентябрь включительно. К концу XIX века число шерстемоен значительно уменьшилось.
К 1895 году их осталось только 3, где работало 24 человека.

### Лесопильные заводы на Днепре
Торговля лесом с конца XVIII века стала одним из главных направлений экономического развития города Херсона. Отсутствие лесов вокруг города, недостаток строительного и корабельного леса вызвали необходимость сплава лесных материалов из верховьев Днепра. Ежегодно ранней весной, с окончанием ледохода, из лесных приднепровских губерний в Херсон сплавляли на груженные разными товарами плоты и барки, преодолевавшие пороги во время половодья. До основания Херсона крайним пунктом лесной торговли на Днепре был Кременчуг. Своим значением он уступил Херсону, куда начали сплавлять крупный лес. Сначала лес переправлялся из Херсона за границу, а корабельный лес, после удовлетворения местных нужд для Черноморского флота, вывозился во Францию. С возникновением городов Николаева и Одессы лес направился в эти новые порты, а уже оттуда — за границу.
Развитие лесной промышленности вызвало необходимость строительства в Херсоне лесопильных заводов. Первый из них был выстроен в 1851 году купцом Готроном. В 1857 году на этом заводе были распылены леса на 30 тыс. руб. В 1859 году купцы братья Вайнштейны построили второй лесопильный завод. Параллельно с этими заводами практиковалось распиливание бревен артелями в не меньшем, чем раньше, размере. В 1861 году на обеих лесопилках распылены леса на 122 тысячи рублей. Лес использовался главным образом на строительстве парусных и небольших паровых судов на Херсонской купеческой верфи. Последняя находилась на Карантинном острове и на три версты вдоль берега реки Кошевой были устроены стапели для строительства судов. В Херсоне также заготавливался лес для Николаевской верфи.
С 1857 года начинается постепенный упадок лесной торговли. В 1857 году зарегистрировано прибывших судов и плотов 980, в 1860 году — 689, и в 1862 году — 599. Однако, несмотря на постепенный упадок лесной торговли, в Херсоне продолжают строиться новые лесопильные заводы, в частности, в 1869 году — Куликовского, в 1870 году — Шехтера и др., дававших заработок значительному числу местных жителей. В конце XIX века лесопильные заводы Рабиновича, Вайнштейна, Куликовского, Шульца и лесные предприятия Валика, Люблина, Когана и Гринзайда входили в число крупнейших предприятий Херсона. С открытием железной дороги в 1907 году сплав леса по Днепру практически прекратился, а количество лесопильных заводов сократилось до необходимого минимума.

## Современность
Микрорайон соединён с остальной частью города двумя мостами через Кошевую протоку: железнодорожным и автомобильным.
Автомобильный мост через Кошевую протоку (Островский мост) был построен в 1954 году и долгое время принадлежал Херсонскому судозаводу. Капитальный ремонт моста был проведен в 2004 году. Мocт был oтpeмoнтиpoвaн пoлнocтью, зaмeнeны eгo нecущиe кoнcoли, peкoнcтpуиpoвaны жeлeзoбeтoнныe плиты пpoeзжeй чacти, oпopы, пpивeдeны в пopядoк тpoтуapы, пepилa, лecтницы. Boccтaнoвлeнo ocвeщeниe. В августе 2025 года российская армия значительно повредила мост управляемыми авиабомбами.
Железнодорожный мост был построен в 1950 году для нужд тогда еще возводящегося Херсонского судостроительного завода. Поезда доставляли грузы на стройку, а позже обслуживали работающие заводы на острове. Несмотря на то, что пешеходам пользоваться мостом запрещено, местные жители регулярно сокращают по нему путь с Острова на Шуменский и Жилпоселок.
В 1967 году на территории острова началось строительство микрорайона «Корабел».

### Промышленность
В настоящее время на территории Карантинного острова расположены ряд предприятий украинской промышленности:
- ОАО «Херсонский судостроительный завод»
- ХДЗ «Паллада»
- ОАО «Херсонский судоремонтный завод им. Куйбышева»
- Херсонский судостроительный судоремонтный завод им. Коминтерна
- ЗАО «Южмормонтаж»
- Завод АнтоРус